# Horus-Cocodril

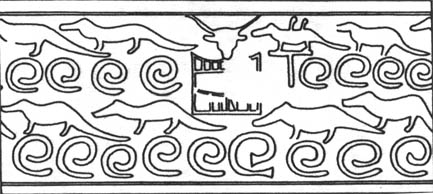
Horus-Crocodil va ser possiblemt, segons l'egiptòleg Dreyer, un faraó usurpador.

Cocodril (o Horus-Cocodril) (també Shendjw fl. c.3170 aC) fou un possible governant egipci del període predinàstic i podria ser un usurpador. La proposta d'existència de Crocodile es basa en els assajos de Günter Dreyer i Edwin van den Brink. Estan convençuts que Cocodril era un governant local que controlavaa la regió de Tarkhan, segons Dreyer, que és on s'han trobat proves de la seva existència. Segons Dreyer, el nom de Cocodril apareix en inscripcions amb tinta negra en gerres de terra cremada i en diverses impressions de segells trobades a la tomba TT 1549 de Tarkhan i a la tomba B-414 d’⁣Abidos. Es veu un cocodril que s'arrossega i un enrotllament de corda a sota i llegeix Shendjw ("el sometent"). Van den Brink recolza aquesta hipòtesi i també llegeix Shendjw, però només veu un gran signe d'enrotllament de corda dins del serekh.
Horus Cocodril podria haver viscut en l'època en la qual es van gestar les arrels del sistema de reis egipcis, que es coneix com a cultura Naqada III. Durant aquesta, existien diverses divisions territorials denominades hesp (els nomos grecs). Cadascuna d'aquestes tenia el seu propi animal o planta sagrada, que era el seu tòtem o emblema de territori. L'emblema era utilitzat per a la decoració dels atuells i terrisseria de la zona.
Els nomos, eventualment, van donar origen a dos poderosos regnes: l'Alt Egipte i el Baix Egipte, amb uns vint nomos en el Baix Egipte i vint-i-dos en l'Alt Egipte. Cada estat tenia el seu governador propi. Es van succeir uns tretze governadors a Nejen, dels quals solament se n'han pogut identificar alguns. Segons certes interpretacions, un d'aquests governadors podria haver estat Horus Cocodril.

## Regnat i cronologia
Es desconeixen els detalls del regnat de Cocodril. Si va existir, podria haver tingut la seva capital a Tarkhan, on es va excavar la seva tomba. Dreyer el situa en un temps poc anterior als reis Iry-Hor, Ka i Narmer. Assenyala inscripcions a les gerres que esmenten un Hen-mehw ("portat del Baix Egipte"). Aquesta dicció específica de les denominacions d'origen està provada arqueològicament per a l'època anterior als tres reis esmentats: des del rei Ka en endavant, era Inj-mehw (amb el mateix significat).
Un artefacte que possiblement representa el rei Cocodril es va trobar a Hieracònpolis, a l'anomenat dipòsit principal. L'artefacte és un tros d'un cap de maça trencat que mostra rastres d'una escena de relleu que es va completar. La part conservada del relleu mostra el cap i la part superior del tors d'una figura d'un rei asseguda dins d'un pavelló hebsed. Porta la Corona Blanca de l'Alt Egipte, una capa hebsed i un flagell. Just davant de la cara del rei, són visibles rastres d'una roseta daurada (la cresta predinàstica dels reis) i un jeroglífic. Tots excepte el jeroglífic estan danyats, cosa que deixa marge a les interpretacions. Els egiptòlegs convencionals consideren que el signe és el nom de Cocodril o del rei Escorpí II.
Una impressió de segell d'argila de Minshat Abu Omar també és d'especial interès per als egiptòlegs: al centre de la impressió mostra un marc semblant a un serekh amb un bucrani a sobre i un cocodril que s'arrossega per l'herba a dins. A la dreta d'aquesta cresta es representa un estendard diví, un cocodril jacent amb dues projeccions (ja siguin capolls de lotus o plomes d'estruç ) que li broten de l'esquena i està assegut sobre aquest estendard. Tota la disposició està envoltada per files de cocodrils amb rínxols de corda a sota, cosa que sembla apuntar a la lectura proposada del serekh reial del cocodril. Però els egiptòlegs Van den Brink i Ludwig David Morenz argumenten en contra de la idea que la impressió del segell parli del governant. Segons la seva opinió, la inscripció celebra la fundació d'un santuari per al déu Sobek en una ciutat anomenada Shedyt (alternativament Shedet ). La ciutat i el santuari es coneixen a partir d'inscripcions del Regne Antic; el principal centre de culte estava situat a Medinet el-Fayum. Per aquest motiu, Sobek va ser venerat durant les primeres dinasties com a "Sobek de Shedyt".